# Acrocercops querci
Acrocercops querci là một loài bướm đêm thuộc họ Gracillariidae. Nó được tìm thấy ở Nhật Bản (Honshū).
Sải cánh dài 7-9.8 mm.
Ấu trùng ăn các loài Quercus, bao gồm Quercus glauca. Chúng ăn lá nơi chúng làm tổ.